# Boonville (Nova York)
Boonville és una població dels Estats Units a l'estat de Nova York. Segons el cens del 2000 tenia 2.138 habitants.

## Demografia
Segons el cens del 2000, Boonville tenia 2.138 habitants, 877 habitatges, i 537 famílies. La densitat de població era de 463,8 habitants/km².
Dels 877 habitatges en un 28,2% hi vivien nens de menys de 18 anys, en un 45,6% hi vivien parelles casades, en un 11,4% dones solteres, i en un 38,7% no eren unitats familiars. En el 33,8% dels habitatges hi vivien persones soles el 18% de les quals corresponia a persones de 65 anys o més que vivien soles. El nombre mitjà de persones vivint en cada habitatge era de 2,26 i el nombre mitjà de persones que vivien en cada família era de 2,86.
Per edats la població es repartia de la següent manera: un 22,4% tenia menys de 18 anys, un 6% entre 18 i 24, un 26,1% entre 25 i 44, un 22% de 45 a 60 i un 23,4% 65 anys o més.
L'edat mediana era de 42 anys. Per cada 100 dones de 18 o més anys hi havia 79,4 homes.
La renda mediana per habitatge era de 29.013 $ i la renda mediana per família de 36.050 $. Els homes tenien una renda mediana de 28.583 $ mentre que les dones 22.219 $. La renda per capita de la població era de 16.870 $. Entorn del 8,8% de les famílies i el 12% de la població estaven per davall del llindar de pobresa.